# Ородруин
В творбите на Толкин Ородруин е огнената планина в северните части на Мордор. Там, в огъня който тя бълвала, Саурон изковал Единствения пръстен през Втората епоха. Пръстенът впоследствие бил унищожен също там, като това довело до падението на Черния владетел и разрушаване на Мордор.